# Léucade
La isla de Léucade, Leucas o Lefkada (en griego antiguo Λευκάς, Leukás; en griego moderno Λευκάδα, Lefkáda) es una isla griega situada en el mar Jónico, localizada al norte de las islas de Itaca y Cefalonia y situada frente a la costa de Acarnania. Tiene una superficie de 303 km² y un litoral de 117 km. La cumbre, el monte Stavrota, asciende a 1158 m.
Las principales ciudades son la capital (que lleva el nombre de la isla), Nydri y Vassiliki  (puertos hacia las islas de Meganisi y Cefalonia). Las principales actividades de la isla son la agricultura (aceite de oliva y vino), la ganadería y el turismo.

## Toponimia
En griego antiguo y griego purista, la isla se llama  Λευκάς (Leukas, Lefkás), lo que da en griego demótico Λευκάδα (Lefkáda). Desde la Edad Media fue llamada, en italiano, Santa Maura, en griego Άγια Μαύρα (Aya Mavra), hasta el siglo XIX, cuando recuperó el nombre antiguo.
Su nombre está, al parecer, relacionado con leukós, «blanco» y vendría motivado por los acantilados de piedra blanca que se encuentran al sur de la isla: el cabo de la Dama o el salto de Leucadia (72 m). Es posible que la roca Léucade haga referencia también a una famosa roca de la isla desde la que se arrojaban al mar los enamorados no correspondidos, o bien a una roca que con ese nombre «la blanca» estuviera situada en algún otro lugar de Grecia.
El topónimo es el origen de los nombres propios «Leocadio» y «Leocadia», ambos originalmente gentilicios, que significaban ‘natural de Léucade’.

## Geografía

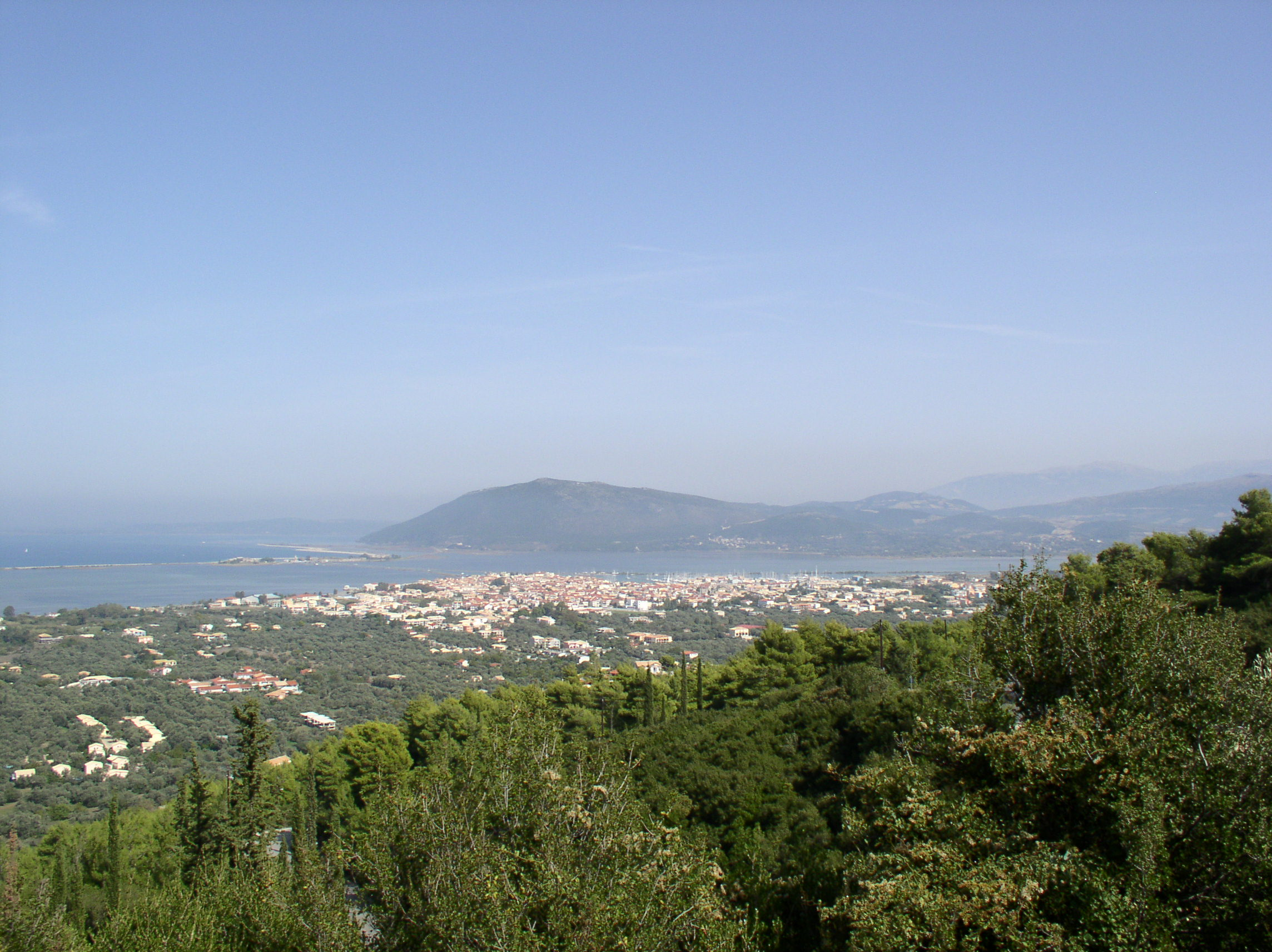
Vista de Léucade, la principal ciudad de la isla

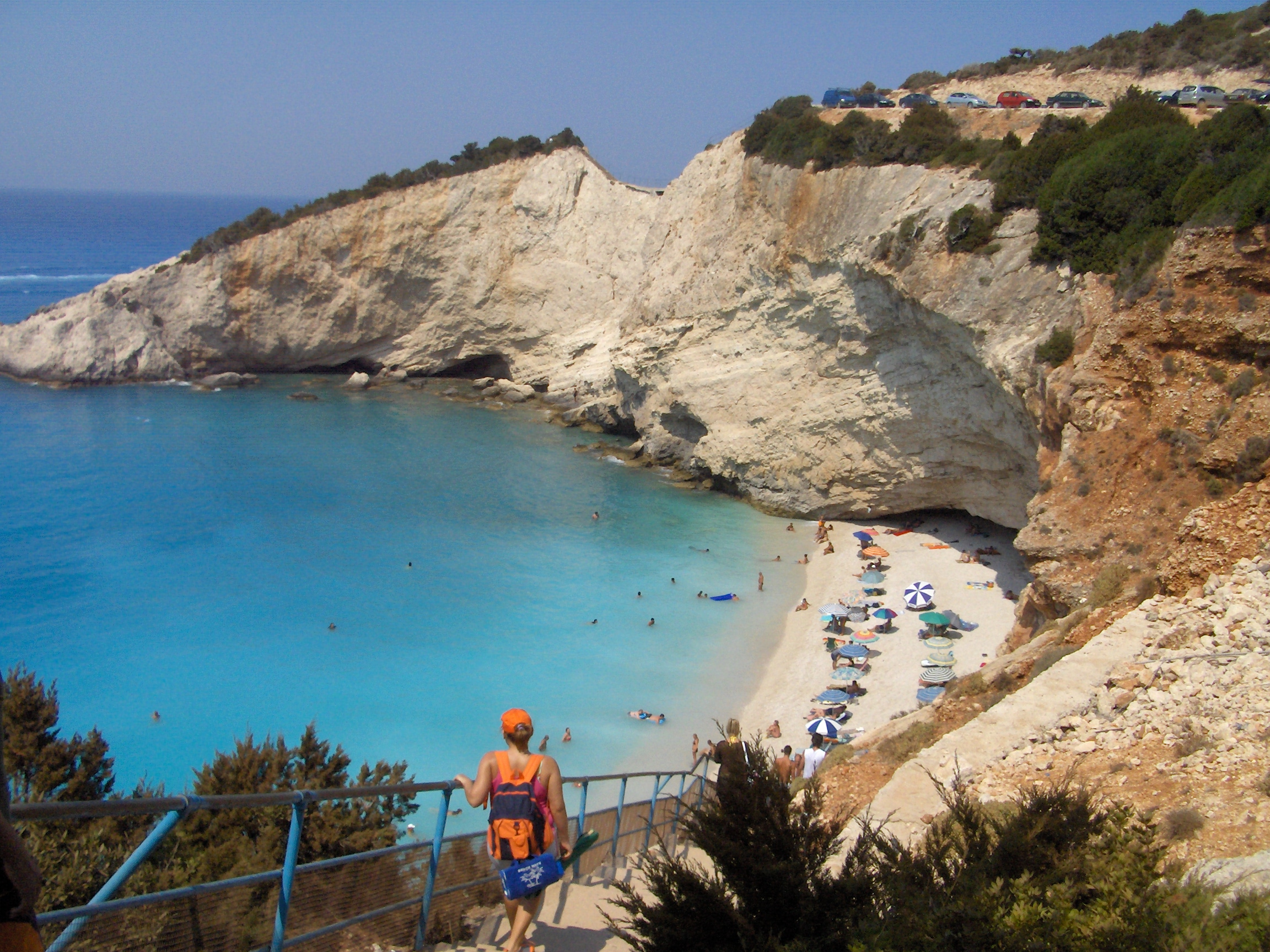
Playa de Porto Katsiki

Léucade es una isla montañosa, con rica vegetación hacia el este y el sur. Según varios autores antiguos, la isla estaba unida antiguamente al continente siendo durante mucho tiempo una península, hasta que los corintios, que la colonizaron, cavaron una zanja en su istmo en el siglo VII a. C.
Las costas orientales son suaves, al abrigo del viento y salpicadas de pequeños islotes verdes, siendo los más conocidos Skorpios —propiedad de los descendientes de Aristóteles Onassis—, Madouri y Sparti. La región oriental tiene mucha vegetación, que le da un verde colorido. Salpicada de pequeñas aldeas marinas, como Lygia, Nikiana, Perigiali y Nidri, una de las atracciones turísticas más populares de la isla, situada en un lugar protegido, con vistas sobre las islas de Skorpios y Meganissi y sobre la península griega. A 20 km al sur de Nidri está el centro turístico de Vasiliki, un centro de windsurf, de donde parten ferries a Cefalonia e Ítaca. Al sur de Vasiliki está el cabo Lefkada, desde donde supuestamente la poetisa griega Safo saltó desde los altos acantilados (30 m), encontrando la muerte.
Los restos de una ciudad prehistórica y de tumbas circulares del mismo periodo, desenterrados en la zona, convencieron al arqueólogo alemán Wilhelm Dörpfeld de que ésta era la patria de Odiseo.
En la costa occidental, por el contrario, se entremezclan enormes acantilados y playas doradas, como la famosa playa de Porto Katsiki. 
La capital está en Léucade (Lefkada), una pequeña localidad construida en el fondo de un golfo natural, al norte de la isla cerca del canal que la separa del continente, con casas de madera pintadas.
La red de carreteras consiste en una carretera nacional, la que bordea la costa y que permite hacer un tour de la isla, y dos carreteras locales más. La carretera costera, entre Léucade y Vasiliki, discurre a través de la misma Léucade, aunque recientemente se ha finalizado una carretera de circunvalación que bordea el pueblo por el oeste. 

### Clima
La isla tiene un clima típicamente mediterráneo: veranos calurosos e inviernos fríos, especialmente en las montañas.

### Municipios de la prefectura de Léucade
| Municipio  | Código YPES | Capital  | Código postal |
| ---------- | ----------- | -------- | ------------- |
| Apollonioi | 3601        | Vasiliki | 310 82        |
| Ellomenos  | 3602        | Nydri    | 311 00        |
| Karya      | 3604        |          | 310 80        |
| Léucade    | 3606        |          | 311 00        |
| Meganisi   | 3607        | Katomeri | 310 83        |
| Sfakiotes  | 3608        | Lazarata | 310 80        |
| Kalamos    | 3603        |          | 310 81        |
| Kastos     | 3605        |          | 310 81        |

Nota: Meganisi, Kalamos y Kastos están en islas separadas, mientras que el resto están realmente en la isla de Léucade.

## Personas
Han nacido en las islas, o están relacionadas con ella, las siguientes personas (en orden cronológico):
- Aristotelis Valaoritis (1824-79), poeta y político;
- Lafcadio Hearn (1850-1904), orientalista y escritor, su nombre hace referencia a la isla;
- Dimitrios Golemis (1874-1941), atleta;
- Aggelos Sikelianos (1884-1951), poeta y dramaturgo;
- Tzavalas Karousos o Karoussos (1904-1969), actor;
- Panos Rontoyannis (1911-96), filólogo e historiador;
- Theodoros Stamos (1922-97), pintor griego-americano;
- Apostolos Kaklamanis (1936), político;
- Agnes Baltsa (1944), cantante de ópera;
- Elli Stai (1954),  periodista y presentador de programa de entrevistas;
- Aristóteles Onassis, magnate naviero griego;
- Maria Vamvakinou (1959), político griego-australiano;
- Spyros Vrettos (1960), poeta;
- Evagelia Aravani (1985), modelo de moda.

## Mitología
Venus, que añoraba a Adonis y lloraba sin cesar su muerte, recurrió a la ciencia de Apolo, que le aconsejó que realizase el salto de Léucade. Obedeció la diosa y quedó en extremo sorprendida al ver que salía de las aguas tranquila y consolada.
Este remedio era reputado como infalible. La gente acudía a Léucade desde las más alejadas regiones. Se preparaban por medio de sacrificios y ofrendas, y se comprometían por medio de un acto religioso, persuadiéndose de que con la ayuda de Apolo sobrevivirían al peligroso salto; y que, desterrando para siempre las cuitas del amor, recobrarían la calma y la felicidad.
No se sabe a ciencia cierta quién fue el primer mortal que se atrevió a seguir el ejemplo de Venus. Pero consta que no hubo mujer alguna que sobreviviese a tan tremenda prueba, y que solamente algunos hombres pudieron resistirla; entre ellos, el poeta Nicóstrato.
Viendo los sacerdotes de la isla que caía en desuso este remedio, sin duda peor que el mal que se trataba de evitar, urdieron un medio de hacerlo menos peligroso. De este modo, con una red de hilos hábilmente tendida al pie del peñasco, impidieron que los amantes pudieran causarse daño alguno en la caída. Y además, con barcas dispuestas a su alrededor, los recogían enseguida y les daban la asistencia oportuna.
Más tarde, finalmente, y como los que acudían a Léucade tenían por insuficientes tales precauciones, se compensaron del fatal salto arrojando al mar desde lo más alto del promontorio un cofre lleno de plata. Los sacerdotes cuidaban de que nada se perdiera y así la ceremonia se daba por cumplida, a satisfacción de todos.
La trágica muerte de Safo, la más célebre poetisa de la antigua Grecia, conocida como la Décima Musa, está estrechamente relacionada con este antiguo ritual. Enamorada de Faón, joven batelero de la ciudad de Mitilene, en Lesbos, trató por todos los medios de conseguir sus favores. Pero viéndose rechazada una y otra vez, va a Léucade, se arroja desde lo alto del peñasco y desaparece para siempre bajo las aguas. Los habitantes de Lesbos le erigieron templos y le tributaron honores divinos, haciendo que su efigie apareciera grabada en sus monedas. Toda Grecia, admiradora de sus tiernas elegías y de sus odas pasionales, lloró su muerte.